# 雷德奧克 (北卡羅萊納州)
雷德奧克（英語：Red Oak）是一個位於美國北卡羅萊納州納什縣的城鎮。

## 人口
根據2020年美國人口普查的數據，雷德奧克的面積為50.61平方千米，當中陸地面積為50.58平方千米，而水域面積為0.02平方千米。當地共有人口3342人，而人口密度為每平方千米66人。